# Babakansari (Bantarujeg)
Babakansari is een bestuurslaag in het regentschap Majalengka van de provincie West-Java, Indonesië. Babakansari telt 4395 inwoners (volkstelling 2010).